# Karolina Eskelin
Karolina Sidonia Eskelin, född 3 april 1867 i Helsingfors, död där 6 november 1936, var en finländsk läkare.
Karolina Eskelin blev medicine och kirurgie doktor 1896 och året därpå, på grund av sitt kön med dispens, assistentläkare vid Kirurgiska sjukhuset i Helsingfors. Hennes doktorsavhandling handlade om tarmvagination. Eskelin blev senare Finlands första kvinnliga specialist i kirurgi och gynekologi. Hon inrättade och drev det egna privata sjukhuset Sanitas, först i Tammerfors och 1906–1919 i Helsingfors.
Karolina Eskelin var vän med Ina Rosqvist. Båda avlade medicine kandidatexamen 1891.
Karolina Eskelin var även intresserad av hälsoupplysning och undervisning. Hon skrev flera texter, bland annat om hygienens betydelse.
Karolina Eskelin höll på med bilsport på sin fritid. I början av 1920-talet blev hon en av de första kvinnorna i Finland som fick körtillstånd.